# Honda Civic (1995)
La sesta generazione della Honda Civic venne presentata nel settembre del 1995 e venduta sui mercati europei dal 1996 fino al 2001.

## Il contesto

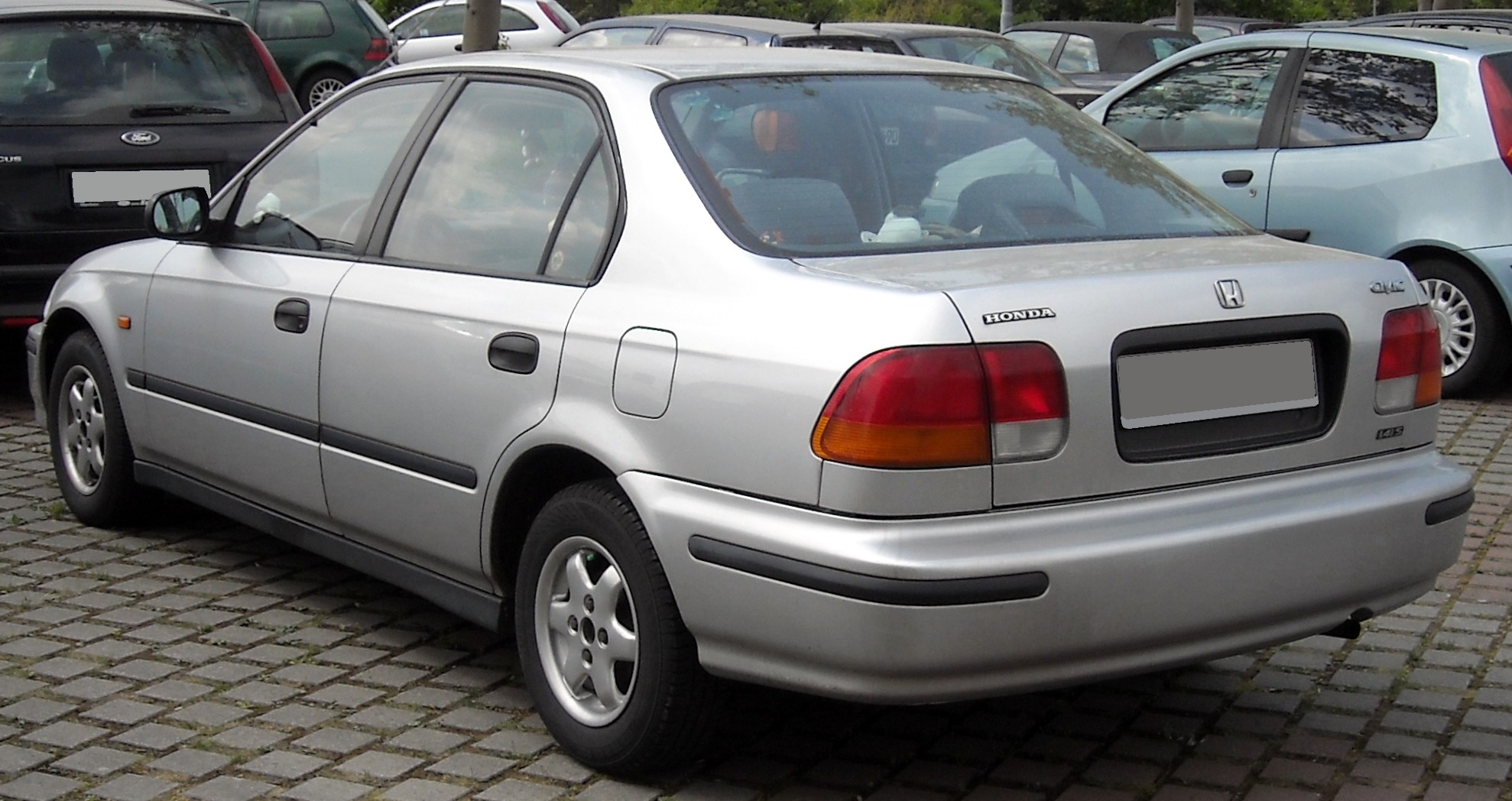
Civic in versione berlina quattro porte

La sesta generazione vedeva in commercio due modelli ben differenti, la serie EK (coupé, tre porte e quattro porte) di produzione giapponese e la serie MB (cinque porte e station wagon) di produzione inglese. La serie MB veniva prodotta negli stabilimenti inglesi di Swindon, grazie a una joint venture con la Rover. La serie MB si differenziava molto a livello estetico rispetto alla serie EK e nel 1998 vede il debutto della versione station wagon Aerodeck. Presentata nel 1996 la prima versione mutuava parte dell'estetica dalla Honda Domani, prodotta dal 1992 e destinata esclusivamente al mercato asiatico.
Nel 1998 fu presentato il restyling, apportava modifiche alla parte frontale, rendendola molto più simile alla sorella maggiore Accord. Con il facelift veniva introdotta, sia per la versione fastback che per quella aerodeck la motorizzazione DOHC VTEC, un 1800 cm³ aspirato che erogava la ragguardevole potenza di 169 CV a 7600 giri/min. Negli Stati Uniti veniva invece costruita la versione coupé derivata dalla tre porte disponibile con due motori di 1600 cm³ da 105 CV (LS) e VTEC da 126 CV (SR) venduti anche in Europa.
La Civic VI è passata alla storia come la "Miracle Civic" e non a caso: è il modello che ha venduto maggiormente in tutta la "dinastia" Civic con oltre 3,2 milioni di vetture vendute. Oltre 500.000 vetture sono uscite dal solo stabilimento di Swindon.

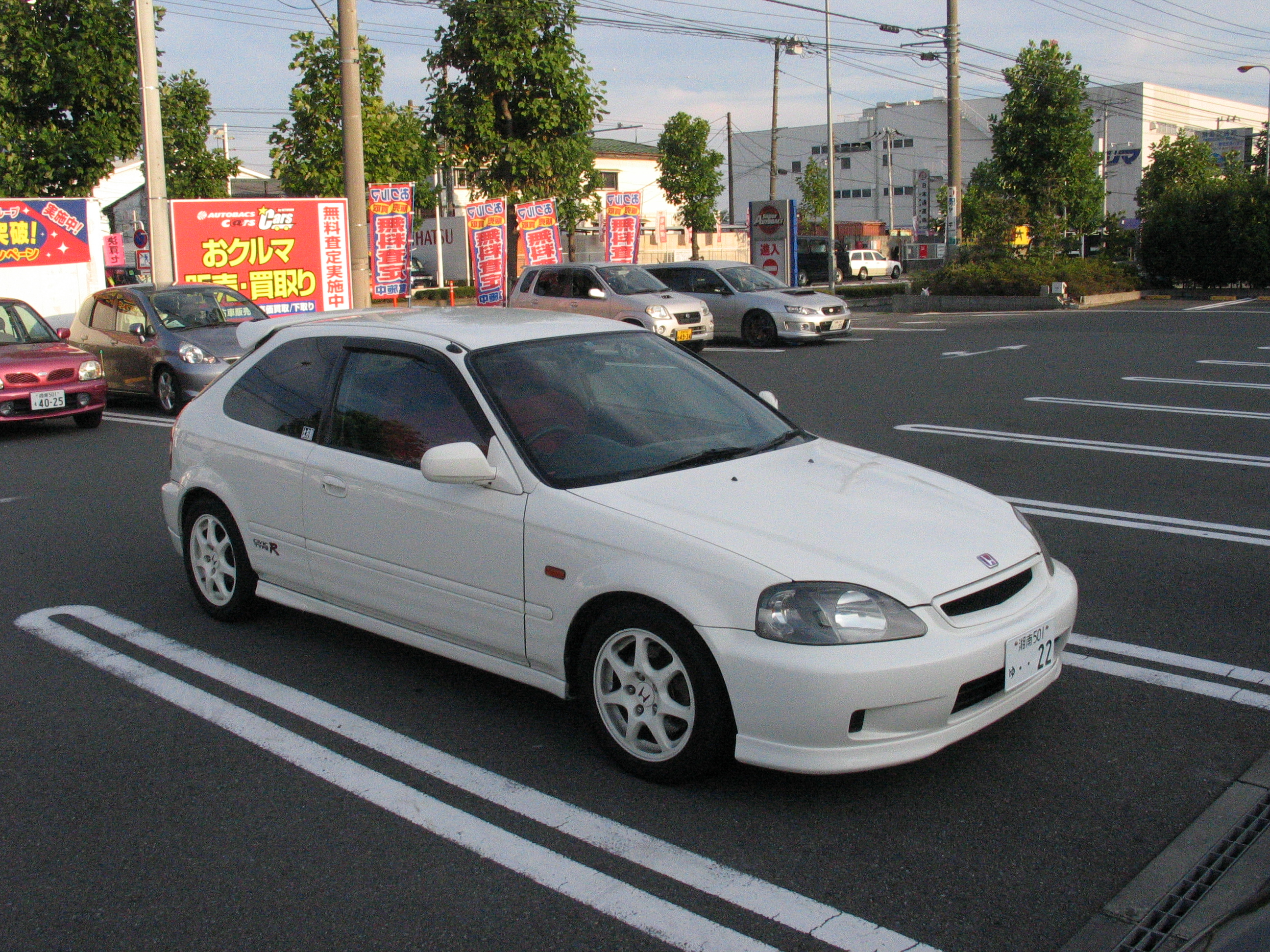
Honda Civic Type R

Inoltre è stata questa la prima versione della Civic a essere stata sottoposta al crash test dell'EuroNCAP nel 1998 raggiungendo un punteggio di 2.5 stelle ed è stata anche la Civic a presentare per la prima volta (nella versione 1.6i ES) il cambio CVT a variazione continua.
Quali testimonial di uno spot televisivo americano furono scelti niente meno che un giovane Leonardo DiCaprio e l'attrice giapponese Yasuko Matsuyuki.
Ha ricevuto il premio "Japan Car of the Year" negli anni 1995 e 1996.
Nel 1998 in Giappone debuttò la prima Civic Type R su telaio EK9, con propulsore da 1600 cm³ erogante 185 CV: Tale modello non sarà mai importato in Europa in quanto destinato al solo mercato domestico nipponico.
La motorizzazione diesel di 2 litri, proposta in due potenze diverse, è di derivazione Rover.

## Motorizzazioni

### Motorizzazioni telaio MB
| Modello      | Motore      | Cilindrata cm³ | Potenza                        | Coppia                                       | Rapporto di compressione | 0–100 km/h, s | Velocità (Km/h) | Consumo medio (Km/l) |
| 1.4 (RUDM)   | D14A6       | 1.396          | 66 kW (90 CV) @6.400 RPM       | 127 N·m (13,0 kgm) @4.800 RPM                | 9,0:1                    | n.d.          | n.d.            | n.d.                 |
| 1.4 (EUDM)   | D14A D14Z   | 1.396          | 55 kW (75 CV) @5.500-6.000 RPM | 109-112 N·m (11,1-11,4 kgm) @3.000 RPM       | 9,2:1                    | n.d           | n.d             | n.d                  |
| 1.4 S (EUDM) | D14A D14Z   | 1.396          | 66 kW (90 CV) @6.100-6.400 RPM | 117-127 N·m (11,9-13,0 kgm) @4.500-5.000 RPM | 9,0-9,2:1                | n.d.          | n.d.            | n.d.                 |
| 1.5 VTEC-E   | D15Z8       | 1.493          | 83 kW (113 CV) @6.500 RPM      | 134 N·m (13,7 kgm) @5.500 RPM                | 9,6:1                    | n.d.          | n.d.            | n.d.                 |
| 1.6          | D16W3 D16W4 | 1.590          | 77 kW (105 CV) @6.200 RPM      | 138 N·m (14,1 kgm) @3.400 RPM                | 9,6:1                    | n.d.          | n.d.            | n.d.                 |
| 1.6 VTEC     | D16Y2       | 1.590          | 92 kW (125 CV) @6.500 RPM      | 144 N·m (14,7 kgm) @5.200 RPM                | 9,5:1                    | n.d.          | n.d.            | n.d.                 |
| 1.6 VTEC-E   | D16B2       | 1.590          | 85 kW (116 CV) @6.300 RPM      | 143 N·m (14,6 kgm) @4.800 RPM                | 9,4:1                    | n.d.          | n.d.            | n.d.                 |
| 1.8 VTI      | B18C4       | 1.797          | 126 kW (171 CV) @7.600 RPM     | 166 N·m (16,9 kgm) @6.300 RPM                | 10,0:1                   | 8,1 s         | 225             | n.d.                 |
| 2.0 TDI      | 20T2R       | 1.994          | 63 kW (86 CV)                  | -                                            | -                        | n.d.          | n.d.            | n.d.                 |
| 2.0 TDI      | 20T2N       | 1.994          | 78 kW (105 CV) @4.200 RPM      | 210 N·m (21,4 kgm) @2.000 RPM                | -                        | 11,0          | n.d.            | n.d.                 |

### Motorizzazioni telaio EK
| Modello    | Motore      | Cilindrata cm³ | Potenza                        | Coppia                                       | Rapporto di compressione | 0–100 km/h, s | Velocità (Km/h) | Consumo medio (Km/l) |
| 1.4        | D14A D14Z   | 1.396          | 55 kW (75 CV) @5.500-6.000 RPM | 109-112 N·m (11,1-11,4 kgm) @3.000 RPM       | 9,2:1                    | n.d           | n.d             | n.d                  |
| 1.4 S      | D14A D14Z   | 1.396          | 66 kW (90 CV) @6.100-6.400 RPM | 117-127 N·m (11,9-13,0 kgm) @4.500-5.000 RPM | 9,0-9,2:1                | n.d.          | n.d.            | n.d.                 |
| 1.5 VTEC-E | D15Z6 D15Z9 | 1.493          | 83 kW (114 CV) @6.500 RPM      | 134 N·m (13,7 kgm) @5.500 RPM                | 9,3:1                    | n.d.          | n.d.            | n.d.                 |
| 1.6 VTEC-E | D16B2       | 1.590          | 85 kW (116 CV) @6.300 RPM      | 143 N·m (14,6 kgm) @4.800 RPM                | 9,4:1                    | n.d.          | n.d.            | n.d.                 |
| 1.6 VTi    | B16A2       | 1.595          | 118 kW (160 CV) @7.600 RPM     | 152 N·m (15,5 kgm) @7.000 RPM                | 10,2:1                   | 7.8           | 207             | 12                   |